# Alicella gigantea
Alicella gigantea (лат.) — вид десятиногих ракообразных из отряда бокоплавов, самый крупный представитель отряда. Обитает на больших глубинах.

## Размеры
Самый крупный экземпляр этого вида размером в 28 см был сфотографирован на глубине 5300 м в Тихом океане. Самый большой из заснятых на подводную камеру имеет оценочную максимальную длину тела в 34 см.

## Классификация
Изначально Alicella был включён в семейство Lysianassidae подотряда Gammaridea. В 2008 году было выделено новое семейство Alicellidae, в которое были включены Alicella и ещё 5 родственных родов.

## Образ жизни
Этот вид обитает на больших глубинах. Первые его экземпляры были собраны в конце XIX века с абиссальной равнины Мадейры. Дополнительные экземпляры были обнаружены на других абиссальных равнинах как Атлантического, так и Тихого океанов. Также они были обнаружены в Кермадекском жёлобе в юго-западной части Тихого океана.
Определённый интерес вызвала находка одного представителя данного вида в желудке черноногого альбатроса, что могло указывать на то, что представители данного вида иногда приближаются к поверхности. Как бы то ни было, данная гипотеза не получила поддержки и считается, что этот бокоплав был мёртв задолго до того, как он был съеден.